# Kế hoạch bổ sung quân bị hải quân thứ tư
Kế hoạch bổ sung quân bị hải quân lần thứ tư (マル4計画, 第四次海軍軍備充実計画 (Maru 4 kế hoạch, Đệ tứ thứ hải quân quân bị bổ sung kế hoạch) Maru 4 Keikaku, Dai-Yo-Ji Kaigun Gunbi Jūjitsu Keikaku) hay còn gọi là Kế hoạch "Vòng tròn bốn" là kế hoạch thứ tư trong số bốn kế hoạch mở rộng của Hải quân Đế quốc Nhật Bản từ giữa năm 1930 và bắt đầu Thế chiến thứ hai.

## Bối cảnh
Năm 1939, Hải quân Nhật bắt đầu một trương trình mở rộng mới. Bản kế hoạch yêu cầu 1,6 tỷ Yên với mục tiêu đóng thêm 80 tàu chiến mới và thành lập thêm 75 Kōkūtai (Trung đoàn không quân).

## Danh sách tàu
| Loại tàu                  | Lớp         | Số thứ tự | Hoàn thiện | Chuyển thể                                                                                              | Hủy bỏ |
| Tuần dương huấn luyện     | Katori      | #101      | Kashii (#101) | |        |
| Tàu rải mìn               | Hatsutaka   | #102      | Wakataka (#102) | |        |
| Tàu phụ trợ chiến đấu     | Sunosaki    | #103      | Sunosaki (#103) | |        |
| Khu Trục mẫu B            | Akizuki     | #104–109  | Akizuki (#104), Teruzuki (#105), Suzutsuki (#106), Hatsuzuki (#107), Niizuki (#108), Wakatsuki (#109)                                                                                | |        |
| Thiết giáp hạm            | Yamato      | #110–111  | | #110 được chuyển thể thành tàu sân bay                                                                  | #111   |
| Tàu sân bay               | Shinano     | #110–111  | Shinano (#110) | |        |
| Khu Trục mẫu A            | Kagerō      | #112–114  | Arashi (#112), Hagikaze (#113), Maikaze (#114), Akigumo (#115) | |        |
| Khu Trục mẫu A            | Yūgumo      | #115–129  | Yūgumo (#116), Makigumo (#117), Kazagumo (#118), Naganami (#119), Makinami (#120), Takanami (#121), Ōnami (#122), Kiyonami (#123), Tamanami (#124), Suzunami (#126), Fujinami (#127) | #125 được đổi sang thành lớp Shimakaze #128 và #129 là tàu giả dùng để che giấu kinh phí của lớp Yamato |        |
| Khu Trục mẫu C            | Shimakaze   |           | Shimakaze (#125) | |        |
| Tàu sân bay               | Taihō       | #130      | Taihō (#130) | |        |
| Tàu mẹ thủy phi cơ        | Akitsushima | #131      | Akitsushima (#131) | |        |
| Tuần dương hạng nhẹ mẫu B | Agano       | #132–135  | Agano (#132), Noshiro (#133), Yahagi (#134), Sakawa (#135) | |        |
| Tuần dương hạng nhẹ mẫu C | Ōyodo       | #136–137  | Ōyodo (#136) | | #137   |
| Tàu ngầm tuần dương mẫu A | I-9         | #138      | I-11 (#138) | |        |
| Tàu ngầm tuần dương mẫu B | I-15        | #139–153  | I-26 (#139) tới I-39 (#152) | #153 là tàu giả dùng để che giấu kinh phí của lớp Yamata                                                |        |
| Tàu ngầm cỡ lớn           | I-176       | #154–163  | I-176 (#154) tới I-185 (#163) | |        |
| Tàu quét mìn              | Số 19       | #164–169  | Số 19 (#164) tới Số 24 (#169) | |        |
| Tàu rải mìn               | Sokuten     | #170–179  | Hirashima (#170), Hōko (#171), Ishizaki (#172), Takashima (#173), Saishū (#174), Niizaki (#175), Yurijima (#176), Nuwajima (#177), Maeshima (#178)                                   | | #179   |
| Tàu săn tàu ngầm          | Số 13       | #180–183  | Số 13 (#180) tới Số 16 (#183) | |        |
| Tàu đặt cáp               | Hashima     | [ 1 ]     | Hashima, Tsurushima, Ōdate, Tateishi | |        |
| Tàu tiếp tế lương thực    | Số 4006     | [ 1 ]     | Số 4006 (sau này đổi tên thành Kinesaki) | |        |
| Tàu tiếp tế lương thực    | Số 4007     | [ 1 ]     | Số 4007 (sau này đổi tên thành Nosaki) | |        |